# 藤县站
藤县站，位于中华人民共和国广西壮族自治区梧州市藤县藤州镇礼秀村，是南广铁路上的铁路车站，于2014年12月26日开通启用，由南宁铁路局梧州车务段管辖。

## 車站周邊
- 礼秀小学
- 藤县扶贫培训学校
- 藤县第三人民医院
- 苍硕高速公路

## 歷史
- 2014年12月26日开通启用。

## 外部連結
- 中国铁路客户服务中心（页面存档备份，存于）